# Germán Lux
Germán Darío Lux (* 7. Juni 1982 in Carcarañá, Provinz Santa Fe) ist ein ehemaliger argentinischer Fußballspieler, von 2017 bis 2021 stand er wieder unter Vertrag bei seinem Jugendverein River Plate in Argentinien. Davor spielte er für RCD Mallorca und Deportivo La Coruña in Spanien.
Der Torwart spielte sechsmal bei den Olympischen Spielen 2004, wo er mit der argentinischen Mannschaft Gold holte.
Lux spielt in der argentinischen Fußballnationalmannschaft und nahm am Konföderationen-Pokal 2005 teil. Er verlor jedoch mit seiner Mannschaft das Finale gegen den südamerikanischen Rivalen (Brasilien) mit 1:4.

## Erfolge
River Plate
- Copa Libertadores: 2018
- Recopa Sudamericana: 2019

Olympiaauswahl Argentinien
- Olympiasieger: 2004